# Malonato

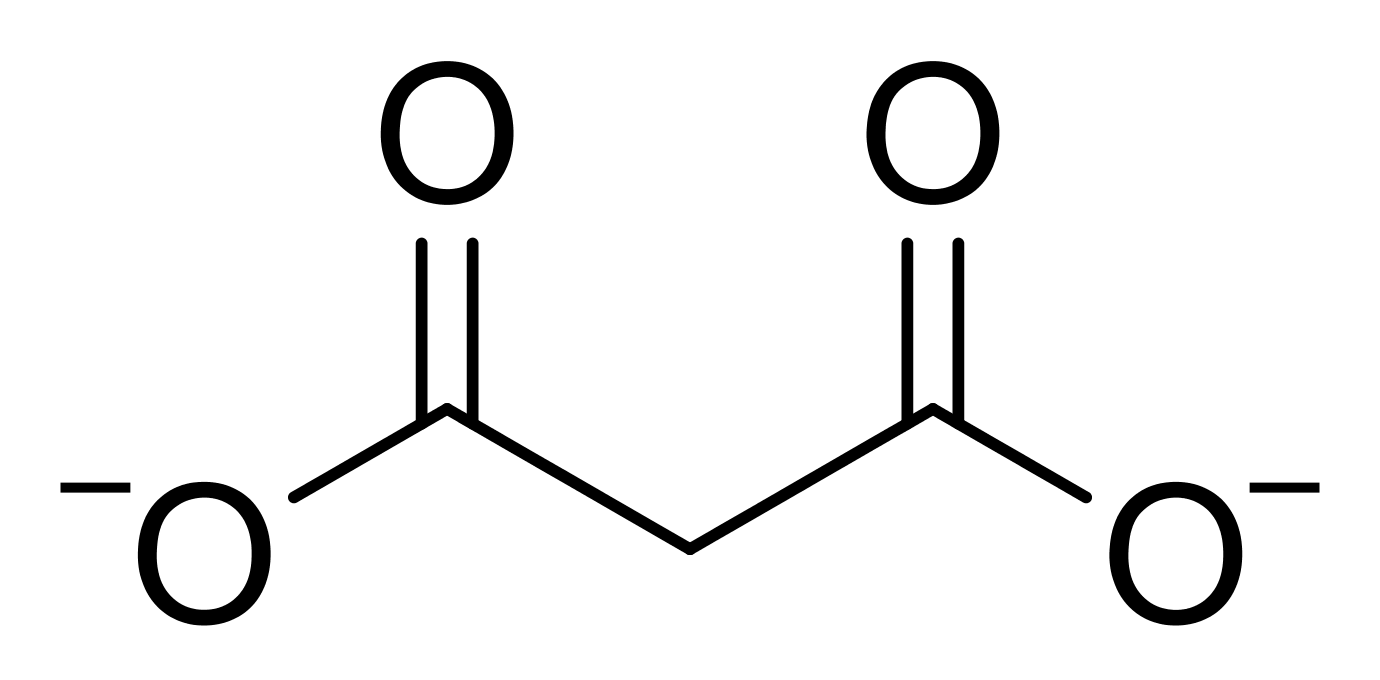
Estructura química del anión malonato.

El anión malonato o propanodiato es CH2(COO)22- (ácido malónico menos dos iones hidrógeno). Los compuestos de malonato incluyen sales y ésteres del ácido malónico, tales como:
- malonato de dietilo, (C2H5)2(C3H2O4);
- malonato de dimetilo, (CH3)2(C3H2O4);
- malonato de disodio, Na2(C3H2O4).

El malonato es un inhibidor de la respiración celular, porque se une al sitio activo de la succinato deshidrogenasa en el ciclo del ácido cítrico, pero no reacciona, compitiendo con el succinato.
En la reacción de fosforilación oxidativa, el malonato es un inhibidor del complejo II que, nuevamente, contiene succinato deshidrogenasa.